# لورا اینس
 لورا اینس (انگلیسی: Laura Innes؛ زادهٔ ۱۶ اوت ۱۹۵۷) یک هنرپیشه اهل ایالات متحده آمریکا است. وی از سال ۱۹۷۸ میلادی تاکنون مشغول فعالیت بوده‌است.